# Distretto di Hamma Bouziane
Il distretto di Hamma Bouziane è un distretto della provincia di Costantina, in Algeria.

## Comuni
Il distretto di Hamma Bouziane comprende 2 comuni:
- Hamma Bouziane
- Didouche Mourad